# Procopius luteifemur
Procopius luteifemur là một loài nhện trong họ Corinnidae.
Loài này thuộc chi Procopius. Procopius luteifemur được Joachim Schmidt miêu tả năm 1956.